# Józef Przytuła (dyrygent)
Józef Przytuła (ur. 12 sierpnia 1941 na Wołyniu, zm. 9 lipca 2017 w Zamościu) – polski dyrygent, dyrektor Orkiestry Symfonicznej im. Karola Namysłowskiego w Zamościu w latach 1977–1983.
Absolwent I Liceum Ogólnokształcącego (1959) oraz Państwowej Wyższej Szkoły Muzycznej w Warszawie (1970), gdzie ukończył kierunek teorii kompozycji i dyrygentury. Pracę z Polską Orkiestrą Włościańską rozpoczął już w roku 1969, i z przerwą w latach 1975–1986, trwała ona do roku 2006. W tym czasie opracował kilka okolicznościowych i tematycznych programów oraz dużych form muzycznych. W latach 1972–1988 uczył w Szkole Muzycznej im. Karola Szymanowskiego w Zamościu, a w latach 1977–1983 pełnił funkcję jej dyrektora. Skomponował ok. 30 utworów, a blisko 200 opracował muzycznie. Zapisał setki utworów ludowych (Pieśni domowe i śpiewanki polne wyd. 1990).
W latach 80. członek Polskiej Partii Socjalistycznej – Wolność, Równość, Niepodległość, w latach 90. radny miejski, a od 1995 roku Honorowy Obywatel Miasta Zamościa. W 1994 odznaczony Krzyżem Kawalerskim Orderu Odrodzenia Polski.